# Operação Ombro a Ombro
Operação Ombro a Ombro foi uma operação deflagrada pela Polícia Federal do Brasil em agosto de 2020, em cooperação com o Ministério Público Federal, 73ª Fase da Operação Lava Jato, e tem por objeto a apuração de supostos delitos de corrupção passiva e lavagem de capitais.
Nesta fase, conforme foi apurado pelas investigações, um investigado teria solicitado e recebido pelo menos 4 milhões de reais, a fim de "blindar" executivos de grandes empreiteiras, envolvidas no esquema de corrupção. O o pagamento de propina teria sido ao ex-senador Vital do Rêgo Filho (MDB) quando o político era presidente da CPMI da Petrobras, instaurada no Congresso em 2014, para apurar crimes de corrupção dentro da estatal.